# Его бедовая любовь
Его бедовая любовь (азерб. Onun bəlalı sevgisi) — советский мелодраматический фильм с элементами драмы и комедии 1980 года производства киностудии Азербайджанфильм, являющиеся экранизацией романа Байрама Байрамова Бедовая любовь.

## Сюжет
Студент Бахруз пишет дипломную работу для того, чтобы устроиться на работу в область производственного управления и выбирает себе тему. Отлично защитив дипломную работу, спустя какое-то время был назначен на должность директора швейной фабрики. Там он познакомился с красавицей Шовкет и влюбился в неё — чувство любви составляет основу сюжетной линии фильма.

## Синопсис
Первая роль в кино Микаила Керимова.

## Создатели фильма

### В ролях
Наталья Тагиева (в титрах: Наиля Багирова) — Шовкет (дубл. Амина Юсифкызы)
Микаил Керимов — Бахруз (дубл. Алиаббас Кадыров)
Гаджибаба Багиров — Карахалов
Тофик Мирзоев — Сабиров (дубл. Гасан Турабов)
Барат Шекинская — бабушка (дубл. Махлуга Садыхова)
Сона Микаилова — Халида
Гюмрах Рагимов — водитель
Джахангир Асланоглы — участник выставки
Эльхан Агагусейноглы — участник выставки
Надир Аскеров — рабочий
Юсиф Мухтаров — участник дипломной сессии

#### В эпизодах
Рафик Касумов
Нелли Махмудова
И. Бродов
Э. Караева
Ш. Камалзаде

#### Дубляж неизвестных ролей
Зарнигяр Агакишиева — Марзия
Садых Гусейнов — участник дипломной сессии

### Административная группа
оригинальный текст: Байрам Байрамов
автор сценария: Игорь Стрелков
художественный руководитель: Гасан Сеидбейли
режиссёр-постановщик: Зияфет Аббасов
оператор-постановщик: Ариф Нариманбеков
художник-постановщик: Эльбек Рзакулиев
композитор: Эмин Сабитоглу
звукооператор: Асад Асадов
второй режиссёр: Зия Шихлинский
второй оператор: Вагиф Мурадов
художник по костюмам: Л. Франкенберг
художник по декорациям: Фикрет Алекперов
художник-гримёр: Эльбрус Вахидов
фотограф: Тофик Керимов (в титрах — Т. Керимов)
светотехник: М. Рахманов
монтажёр-постановщик: Гюльшан Салимова
ассистент режиссёра: Ю. Ахмедов
ассистенты оператора: К. Гашимов, Г. Пастушков
художник комбинированных съёмок: Мирза Рафиев
оператор комбинированных съёмок: Рамиз Бабаев
музыкальный редактор: Рауф Алиев (в титрах — Р. Алиев)
автор текстов песен: Рамиз Ровшан
редакторы: Сейфеддин Даглы, Эйваз Борчалы
директор фильма: Айдын Дадашев
автор текста песни: Фикрет Годжа
вокал: Флора Керимова (в титрах не указана)